# 吉贝尔·德·诺让
吉贝尔·德·诺让（法語：Guibert de Nogent，1055年—1124年）法国中世纪本笃会历史学家、神学家，自传回忆录作家。吉贝尔在同时代并不知名，只在近现代才获得知名度，他的著作为了解中世纪法国提供了大量材料。吉贝尔的父母是克莱蒙昂博韦的下级贵族。

## 外部連結
- Abbot of Nogent的作品  - 古騰堡計劃
- 互联网档案馆中Abbot of Nogent的作品或与之相关的作品